# Algazino
Algazino (en russe : Алгазино) est un village de la république de Tchouvachie, en Russie, dans le raïon Vournarski. Sa population s'élevait à 517 habitants en 2006.

## Communications
En l'absence de télévision par câble, il y a la télévision par satellite, qui diffuse les émissions de Radio Tchouvachie et de la radio nationale tchouvache.

## Personnages liés à Algazino
- Praski Vitti (1936), peintre